# Ozarba orthozona
Ozarba orthozona là một loài bướm đêm trong họ Noctuidae.